# Janet. Remixed
janet. Remixed è il secondo album di remix della cantante statunitense Janet Jackson, pubblicato il 13 marzo 1995 dalla Virgin Records.

## Descrizione
Due anni dopo la pubblicazione di janet. la Jackson decise di darne alle stampe alcuni brani in versione remixata, nove su quattordici totali, con l'aggiunta di due inediti, And on and on e 70's Love Groove. Il disco uscì solo al di fuori degli Stati Uniti e non riscosse particolare successo se non in Regno Unito, dove si piazzò alla 15ª posizione dei dischi più venduti e ricevette la certificazione di Disco d'oro.
Nelle versioni in vinile e in musicassetta è contenuto anche il brano One More Chance, lato B del singolo If.

## Tracce
1. That's the Way Love Goes (CJ FXTC Club Mix) – 6:24
2. If (Brothers in Rhythm House Mix) – 7:10
3. Because of Love (Frankie & David Treat Mix) – 6:41
4. And on and on – 4:50
5. Throb (David Morales Backyard Mix) – 8:59
6. You Want This (E-Smoove House Anthem) – 9:51
7. Any Time, Any Place (CJ's 12" Mix) – 8:18
8. Where Are You Now (Nellee Hooper Mix) – 5:22
9. 70's Love Groove – 5:47
10. What'll I Do (Dave Navarro Mix) – 4:20
11. Any Time, Any Place (R. Kelly Mix) – 5:11